# J'étais un rat !
J'étais un rat ! (titre original : I was a Rat! or The Scarlet Slippers) est un roman de littérature d'enfance et de jeunesse de Philip Pullman, illustré par Peter Bailey, et publié en 1999. Il est traduit en français par Anne Krief.
Il est rapidement devenu un classique, souvent exploité dans les écoles pour son contenu pédagogique.

## Résumé
Un enfant inconnu frappe chez un couple de vieillards, proclamant qu'il était un rat. Bob et Jeanne l'adoptent, mais il est enlevé par des forains, puis fait partie d'une bande de voleurs avant de se cacher dans les égouts. 
La presse s'empare de l'affaire et ses parents adoptifs restent toujours inquiets.